# Pièce commémorative de 1 dollar américain de la Guerre de Corée
La pièce commémorative de 1 dollar américain de la Guerre de Corée est une pièce de monnaie en argent commémorative émise par la Monnaie des États-Unis en 1991. La pièce commémore le 38e anniversaire de la fin de la guerre de Corée. L'avers est créé par John Mercanti et le revers par T. James Ferrell. Plus de 800 000 pièces, d'une frappe maximale autorisée de 1 000 000, ont été vendues.

## Contexte
En 1991, un dollar en argent commémoratif est produit pour marquer le 38e anniversaire de la guerre de Corée et pour honorer ceux qui y ont servi. Des pièces sont frappées avec des finitions brillant universel et belle épreuve. La loi publique 101-495, approuvée le 31 octobre 1990, autorise la frappe d'un maximum d'un million de pièces, toutes devant être frappées au cours de l'année civile 1991. Dans le prix de vente de chaque pièce, des frais supplémentaires de 7 $ sont prévus pour établir et ériger le Mémorial des vétérans de la guerre de Corée dans la capitale nationale afin d'honorer ceux qui ont servi. Les pièces ont été mises en circulation le 6 mai 1991,.

## Dessin
L'avers du dollar commémoratif de la guerre de Corée, créé par John Mercanti présente deux avions de chasse à réaction F-86 Sabre volant vers la droite, un soldat casqué portant un sac à dos grimpant une colline, et les inscriptions : THIRTY EIGHTH / ANNIVERSARY / COMMEMORATIVE / KOREA / IN GOD WE TRUST / 1953/1991. En bas de la pièce apparaissent cinq navires de la Marine au-dessus du mot LIBERTY. Un observateur du design de la pièce coréenne en 1991 ne peut s'empêcher de se demander à quel point la pièce aurait pu être plus artistique si le concepteur avait été libéré de la nécessité d'inclure autant d'inscriptions, y compris celle qui « rappelle au spectateur que la pièce est commémorative, probablement utile au cas où quelqu'un aurait pensé qu'il s'agissait d'un dollar en argent d'émission régulière »,.
Le revers, œuvre de T. James Ferrell, représente une carte schématique de la Corée du Nord et du Sud, divisée. La tête d'un aigle — représentant les États-Unis — est représentée à droite. Près du bas figurent le symbole de la Corée. Les inscriptions comprennent E PLURIBUS UNUM (en trois lignes), ONE DOLLAR et UNITED STATES OF AMERICA. Le croquis original du designer montre également le sceau des Nations Unies et l'inscription 38th PARALLEL, omis sur le modèle final,.

## Production et ventes
Le programme, limité aux dollars en argent, est réalisé avec des pièces frappées à la Monnaie de Philadelphie en finition belle épreuve et à la Monnaie de Denver en finition brillant universel. La cérémonie de la première frappe pour cette émission a lieu à la Monnaie de Philadelphie le 6 mai 1991, en présence de nombreuses personnalités de la Monnaie et de la numismatique. Donna Pope et la trésorière Catalina Vasquez Villalpando (en) représentent le Trésor. Le général de l'armée américaine à la retraite Richard G. Stilwell (en) représente les vétérans de la guerre de Corée.
618 488 pièces belle épreuve et 213 049 pièces brillant universel sont vendues, pour un tirage total de 831 537 exemplaires.